# Jordi Torrás
Jordi Torrás Badosa (Sant Vicenç dels Horts, 24 settembre 1980) è un dirigente sportivo ed ex giocatore di calcio a 5 spagnolo.
Con la Nazionale spagnola è stato campione del mondo nel 2004 e campione europeo per quattro edizioni consecutive (2005, 2007, 2010 e 2012).

## Carriera

### Giocatore

#### Club
Centrale di stazza, è cresciuto nel settore giovanile del Barcellona, con cui ha debuttato in prima squadra. Nella stagione 2003-04 gioca con il Martorell mentre in quella successiva si trasferisce al Cartagena dove rimane sino al termine della stagione 2006-07. Dalla successiva stagione fino al 2010 è in forze ai castigliani dell'Inter con cui ha vinto la supercoppa 2008 e la Coppa delle Coppe. Nel mercato estivo ritorna al Barcellona, con cui vince tre campionati nazionali e due Coppe UEFA; dei blaugrana è stato anche capitano. Il 26 giugno 2014 si trasferisce nella compagine italiana dell'Asti con cui vince una Winter Cup e una Coppa Italia. Perseguitato dai problemi fisici ad entrambe le anche, nel dicembre del 2015 annuncia il suo ritiro dal calcio a 5 giocato in occasione del match casalingo del 29 dicembre vinto per 2-1 contro il Napoli.

#### Nazionale
Con la Nazionale di calcio a 5 della Spagna, di cui è stato anche capitano, ha fatto parte della spedizione che ha partecipato al vittorioso UEFA Futsal Championship 2005 in Repubblica Ceca e si è confermato campione d'Europa anche due anni dopo in Portogallo, ed è stato tra i 14 selezionati per il vittorioso Mondiale 2004. Il 10 febbraio 2015 annuncia il suo ritiro dalla Nazionale. Nell'occasione, disputati i primi 4 minuti dell'incontro amichevole giocata contro l'Argentina, viene sostituito dall'allenatore Venancio López per consentire una prolungata standing ovation. Al giocatore viene inoltre consegnata una maglia numero 135, quanto il numero di presenze accumulate da Torrás in quattordici anni di militanza nelle furie rosse.

### Dirigente
Nel maggio del 2021 viene nominato direttore sportivo del Barcellona.

## Palmarès

### Club

#### Competizioni nazionali
- Campionato spagnolo: 4
Inter: 2007-08
Barcellona: 2010-11, 2011-12, 2012-13
- Coppa di Spagna: 4
Inter: 2008-09
Barcellona: 2010-11, 2011-12, 2012-13
- Coppa del Re: 4
Barcellona: 2010-11, 2011-12, 2012-13, 2013-14
- Supercoppa di Spagna: 3
Inter: 2007, 2008
Barcellona: 2013
- Coppa Italia: 1
Asti: 2014-15
- Winter Cup: 1
Asti: 2014-15

#### Competizioni internazionali
- Coppa UEFA: 3
Inter: 2008-09
Barcellona: 2011-12, 2013-14

### Nazionale
- Campionato mondiale: 1
Taipei Cinese 2004
- Campionato d'Europa: 4
Repubblica Ceca 2005, Portogallo 2007, Ungheria 2010, Croazia 2012